# Jeroom Van de Velde
Jeroom Lodewijk Eugeen baron Van de Velde (Meldert, 6 november 1930 - Essene, 21 april 2018) was een Belgisch magistraat. Hij was van 1986 tot 2002 eerste voorzitter van het Rekenhof.

## Biografie
Jeroom Van de Velde ging naar het Sint-Maartensinstituut in Aalst en begon zijn professionele loopbaan als adjunct-auditeur bij het Rekenhof. In 1969 werd hij er raadsheer, de jongste ooit. In 1984 werd hij voorzitter van de Nederlandse Kamer en in 1985 eerste voorzitter van het Rekenhof. Naast zijn functies bij het Rekenhof overzag hij ook financiële audits bij UNESCO en UNIDO.
In zijn woonplaats Essene was hij medeoprichter van voetbalclub E.M.I. Essene. Hij was ook politiek actief als voorzitter van de CVP-afdeling (later CD&V) van de regio Asse en Affligem.
In 1996 werd hij door koning Albert II verheven in de erfelijke adelstand met de persoonlijke titel van baron. Hij was ook Grootkruis in de Orde van Leopold II en Grootofficier in de Leopoldsorde en de Kroonorde.